# P-cimeno
p-Cymeno,  es un compuesto orgánico  aromático de origen natural. Se clasifica como un alquilbenceno relacionado con un monoterpeno. Su estructura se compone de un anillo de benceno para-sustituido con un grupo metilo y un grupo isopropílico. Tiene dos isómeros geométricos menos comunes: o -cimeno, en el que los grupos alquilo son orto -sustituidos, y m -cimeno, en los que son meta -sustituidos. p -cimeno es el único isómero natural. Los tres isómeros forman el grupo de los cimenos.
p-cimeno es insoluble en agua, pero miscible con etanol y éter dietílico.
Es un constituyente de una serie de aceites esenciales, con mayor frecuencia el aceite de comino y el tomillo. Cantidades significativas se forman en el proceso de fabricación de pasta al sulfito de los terpenos de la madera.
El p-cimeno es un ligando común para el rutenio. El compuesto original es [(η6-cimeno)RuCl2]2. Este compuesto sándwich se prepara mediante la reacción de tricloruro de rutenio con el terpeno α-felandreno. También se conoce como el complejo de osmio.